# Pora
Pora! (ukrainska för Det är dags!) är en ungdomsrörelse som startades 2004 vars avsikt var att störta president Leonid Kutjma i Ukraina. Rörelsen använder sig av icke-våld som metod för att nå sina mål.
Pora! var inspirerade och delvis tränade av den serbiska rörelsen Otpor som hjälpte till när president Slobodan Milošević blev av med makten. Man är också allierad med liknande rörelser i östeuropa som Kmara i Georgien (delvis ansvariga för president Eduard Sjevardnadzes fall), Zubr i Vitryssland (motståndare till president Alexander Lukasjenko), Oborona i Ryssland och MJAFT! i Albanien.
Enligt Poras! koordinator Andrij Jusov har Pora! aldrig fått bistånd från USA och när 18 medlemmar åkte till Serbien våren 2004 för att träffa Otpors ledare på ett seminarium i Novi Sad betalade de resan själva. [källa behövs]
Pora! stödde Viktor Jusjtjenko i protesterna efter det omstridda presidentvalet 2004 och påstår sig ha cirka 10 000 medlemmar. Metoderna har uppenbarligen påverkats av Gene Sharps manual From Dictatorship to Democracy. Till skillnad från massdemonstrationerna vid den orangea revolutionen har gruppens taktik till exempel varit affischer med konfronterande bilder som en jättestövel som krossar en kackerlacka och dekaler med "revolutionära" slogans. Inte helt överraskande har detta väckt ilska hos de ukrainska myndigheterna och poraaktivister har ofta trakasserats och arresterats. 
Efter den orangea revolutionen har Pora! formellt splittrats i två delar med olika mål inför framtiden:
- Svarta Pora! - en partipolitiskt obunden studentorganisation och "demokratisk vakthund", associerad med civilt motstånd och anti-Kutjma-kampanjer.
- Gula Pora! - ett politiskt parti som fokuserar på att sprida sin revolution till andra länder.